# ۶۰۴ (میلادی)
۶۰۴ (میلادی) ششصد  و چهارمین سال تقویم میلادی است.

## درگذشتگان
- ۱۲ مارس – گرگوری یکم، کشیش و دیپلمات ایتالیایی